# Nederlandsche Zuid-Ooster Spoorweg-Maatschappij
De Nederlandsche Zuid-Ooster Spoorweg-Maatschappij (NZOS) werd opgericht op 31 augustus 1872 nadat op 8 december 1871 een concessie werd verleend voor de aanleg en exploitatie van een spoorlijn van Tilburg via 's-Hertogenbosch naar Nijmegen. Voorzitter van het bestuur van deze maatschappij was Jan Philip de Bordes. Het duurde echter nog tot 4 juni 1881 voor de spoorlijn werd geopend. Ook met de pogingen om de exploitatie te regelen verliep het niet zo vlot. Pogingen uit 1877 om de exploitatie door de Chemins de fer Grand Central Belge (GCB) te laten uitvoeren werden door de regering niet toegestaan. Uiteindelijk werd de exploitatie vanaf 1 mei 1883 door de Maatschappij tot Exploitatie van Staatsspoorwegen (SS) van de NZOS overgenomen, waarbij ook de locomotieven 1-8 door de SS werd ingelijfd. Op 31 december 1894 werd ook de spoorlijn verkocht en werd de NZOS opgeheven.